# Bro
 For alternative betydninger, se Bro (flertydig). (Se også artikler, som begynder med Bro)
 "Broerne" omdirigeres hertil. For andre betydninger af Broerne, se Broerne (flertydig).
En bro er en konstruktion til transport som forbinder to punkter over et som regel ufremkommeligt område, som for eksempel en å, bæk, kanal eller andre krydsende veje eller jernbanelinjer.
Man ved ikke med sikkerhed hvornår mennesket begyndte at konstruere broer, men den første bro var nok sandsynligvis en enkel træstamme lagt over en bred bæk eller en lille flod.
Broer har ofte en fremtrædende placering i terrænet. Broer bliver derfor også ofte tilført betydelige arkitektoniske elementer.

## Brotyper
Listet alfabetisk.
- Akvædukt
- Badebro
- Buebro
- Bjælkebro
- Cantileverbro
- Feltbro
- Flydebro
- Foldebro
- Gangbro
- Gitterbro
- Hængebro
- Højbro
- Klapbro
- Landgangsbro
- Lavbro
- Luftbro
- Skråstagsbro
- Spang
- Svingbro
- Tovbro
- Vippebro
- Viadukt

## Kendte broer
Listet efter verdensdele og lande, herefter alfabetisk. Bemærk at listen er ukomplet.

### Amerika

#### USA
- Brooklyn Bridge

- George Washington-broen

- Golden Gate-broen

- Lake Pontchartrain Causeway

- Mackinacbroen

- Queensboro Bridge

#### Venezuela
- Lake Maracaibo-broen

### Asien

#### Japan
- Akashi-Kaikyo-broen

#### Kina
- Anji-broen
- Weihebroen - 79,732 km lang

### Europa
Mostar

#### Danmark
- Dronning Alexandrines Bro
- Farøbroerne
- Hadsundbroen
- Kronprins Frederiks Bro
- Langebro
- Den gamle Lillebæltsbro
- Den nye Lillebæltsbro
- Limfjordsbroen
- Munkholmbroen
- Ravningbroen (historisk)
- Sallingsundbroen
- Storebæltsbroen
- Storstrømsbroen
- Svendborgsundbroen
- Vejlefjordbroen
- Vilsundbroen
- Øresundsbroen (også Sverige)
- Amtmand Hoppes Bro (Langå)

#### Tyskland
- Göltzschtalbrücke – jernbanebro, beliggende i Sachsen, Thüringen
- Ludendorff-broen
- Lindånæsbroen

#### England
- Tay Bridge
- Tower Bridge

#### Frankrig
- Garabit-viadukten
- Pont d'Avignon
- Pont du Gard (historisk)
- Pont Neuf
- Viaduc de Millau

#### Italien
- Ponte Sant'Angelo (historisk)
- Ponte Vecchio (Firenze)

#### Portugal
- 25 de Abril Broen (Lissabon)

### Oceanien

#### New Zealand
- Bridge to Nowhere

## Reference
1. ↑  Lokalitet på Fund og fortidsminder